# الزمازمة (الشرفاء)
الزمازمة هو دُوَّار يقع بجماعة مولاي عبد الله، إقليم الجديدة، جهة الدار البيضاء سطات في المملكة المغربية. ينتمي الدوّار لمشيخة الشرفاء التي تضم 3 دواوير. يقدر عدد سكانه بـ 519 نسمة حسب الإحصاء الرسمي للسكان والسكنى لسنة 2004.

## روابط خارجية
- البوابة الوطنية للجماعات الترابية
- المندوبية السامية للتخطيط